# Werner Limbach
Werner Limbach (* 5. Juni 1932 in Verden (Aller); † 4. September 2021) war ein deutscher Radrennfahrer.

## Sportliche Laufbahn
Limbach war Straßenradsportler und einige Jahre lang Mitglied der Nationalmannschaft des Bundes Deutscher Radfahrer (BDR). Er fuhr auch Querfeldeinrennen (heutige Bezeichnung Cyclosport).
1960 bestritt er die Tunesien-Rundfahrt und die Österreich-Rundfahrt, bei der er eine Etappe gewann. In Tunesien wurde er 14. der Gesamtwertung. 1961 wurde er 14. in der Österreich-Rundfahrt. 1961 siegte er im Eintagesrennen Cologne Classics. 
Bei der nationalen Meisterschaft im Straßenrennen wurde Limbach 1961 Zweiter hinter Karl-Heinz Kunde und 1962 Dritter der Meisterschaft. 1963 siegte er im Großen Conti-Straßenpreis. 
Limbach startete bei den Straßenradsport-Weltmeisterschaften 1959 und wurde als 21. bester Fahrer des BDR, 1961 kam er auf den 64. Rang und 1962 auf den 33. Platz.
1968 wurde er Vize-Meister im Querfeldeinrennen hinter Karl Stähle.